# Premio Enrico Caruso
Le prix Enrico Caruso — en italien « premio Enrico Caruso » — est une distinction honorifique décernée chaque année en Italie par la commune de Lastra a Signa via l'association du musée Caruso (Associazione Museo Caruso) dont le siège social à Milan est placé sous l'égide de Mario del Fante, président, et du baryton italien Rolando Panerai, directeur artistique. La sélection annuelle est précédée d'un vote consultatif réunissant un panel de critiques musicaux, de musiciens et d'experts constitués de professionnels de l'art lyrique. L'objectif poursuivi vise à rendre hommage aux personnalités du monde artistique qui, par leur talent musical et vocal hors pair, ont notoirement contribué à défendre et promouvoir le bel canto ainsi que la musique et la culture italienne à travers le monde. Parmi les attributions du prix depuis sa création en 1979 figurent notamment les noms de Giuseppe di Stefano, Renata Tebaldi, Franco Corelli, Carlo Maria Giulini et Renato Bruson.

## Lauréats
- 2007 : Leyla Gencer, Nicolai Gedda[2],[3]

- 2013 : Peter Dvorský[4]

- 2014 : Franco Zefirelli[5]

- 2015 : Daniele Barioni (en)[5]
- 2016 : Gianfranco Cecchele, Bonaldo Giaiotti (it)